# Hirondelle pâle
Riparia diluta
Espèce
Synonymes
- Cotile diluta Sharpe & Wyatt, 1893 (protonyme)
- Riparia riparia diluta (Sharpe & Wyatt, 1893)[1]

L'Hirondelle pâle (Riparia diluta) est une espèce asiatique de passereaux de la famille des Hirundinidae.

## Systématique
L'espèce Riparia diluta a été initialement décrite en 1893 par les zoologistes britanniques Richard Bowdler Sharpe (1847-1909) et Claude Wilmot Wyatt (d) (1842-1900) sous le protonyme de Cotile diluta.

## Liste des sous-espèces
D'après la classification de référence (version 5.2, 2015) du Congrès ornithologique international, cette espèce est constituée des six sous-espèces suivantes (ordre phylogénique) :
- Riparia diluta gavrilovi Loskot, 2001 ;
- Riparia diluta transbaykalica Goroshko, 1993 ;
- Riparia diluta diluta (Sharpe & Wyatt, 1893) ;
- Riparia diluta indica Ticehurst, 1916 ;
- Riparia diluta tibetana Stegmann, 1925 ;
- Riparia diluta fohkienensis (La Touche, 1908).